# Neodrillia blakensis
Neodrillia blakensis é uma espécie de gastrópode do gênero Neodrillia, pertencente a família Drilliidae.